# Třída Magar
Třída Magar je třída tankových výsadkových lodí indického námořnictva. Celkem byly postaveny dvě jednotky této třídy. Ve službě jsou od roku 1987.

## Stavba
Vyvinuta na základě britské třídy Round Table. Dvě jednotky této třídy postavila indická loděnice Garden Reach Shipbuilders & Engineers v Kalkatě.
Jednotky třídy Shardul:
| Jméno             | Spuštění | Vstup do služby   | Status                  |
| ----------------- | -------- | ----------------- | ----------------------- |
| INS Magar (L20)   | 1984     | 15. července 1987 | vyřazena 6. května 2023 |
| INS Gharial (L23) | 1991     | 14. února 1997    | aktivní                 |

## Konstrukce

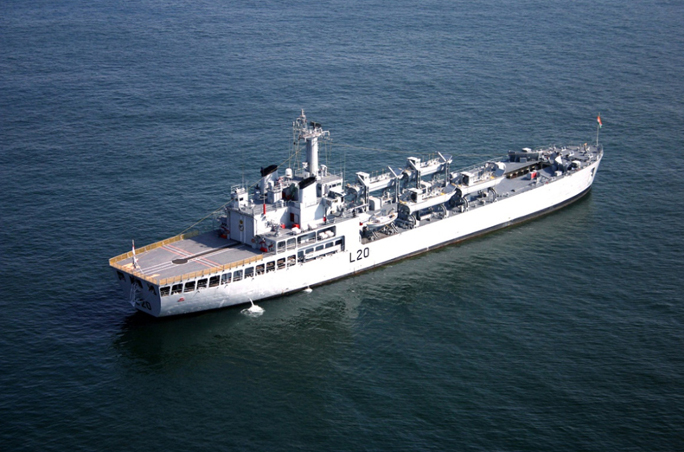
INS Magar

Plavidla pojmou náklad až 750 tun. Může se jednat o 15 tanků a 500 vojáků. Palubu opouštějí pomocí příďové rampy, nebo čtyř pěchotních vyloďovacích člunů LCVP. Vyzbrojena jsou čtyřmi 40mm kanóny a dvěma osmnáctihlavňovými bateriemi 140mm neřízených protizemních střel WM-18. Na zádi se nachází přistávací plocha a hangár pro vrtulník. Pohonný systém tvoří dva diesely SEMT-Pielstick 8PC2 V400 (Gharial: SEMT-Pielstick 12PA6 V280) o výkonu 8560 hp pohánějící dva lodní šrouby. Nejvyšší rychlost dosahuje 15 uzlů. Dosah je 3000 námořních mil při rychlosti 14 uzlů.